# Henry Beaufort, 3. hertug af Somerset
Henry Beaufort, 3. hertug af Somerset (26. januar 1436 – 15. maj 1464) var en vigtig ledende hærfører for Huset Lancaster under Rosekrigene i England. Han er undertiden nummereret som den 2. hertug af Somerset, fordi titlen blev genoprettet for hans far, efter at hans onkel var døde. Han havde også de underordnede titler 5. jarl af Somerset, 2. markis af Dorset og 2. jarl af Dorset.

## Biografi
Somerset, der var født i januar 1436, var søn af Edmund Beaufort, 2. hertug af Somerset og Eleanor, datter af Richard Beauchamp, 13. jarl af Warwick og enke af Thomas, 14. baron Roos af Hamlake. Fra 1443 til 1448 blev Henry tituleret som jarl af Mortain eller Morteign og fra 1448 til 1455 som jarl af Dorset. Mens han stadig var ung, kæmpede han i Det 1. slag ved St Albans (1455), hvor han blev såret og hans far blev dræbt. Dermed arvede han titlen 3. hertug af Somerset.
Han blev betragtet som "[Lancaster]-fraktionens håb", men han arvede også de "fjendskaber, som hans fars navn førte med sig". Han blev bragt til rådsmødet i Coventry, hvor der i oktober 1456 blev gjort en indsats for at forene de to partier, men mødet blev forstyrret af skænderier mellem Somerset og Richard Neville, 16. jarl af Warwick, og af et slagsmål mellem Somersets mænd og Coventrys væbning. I 1457 foreslog dronning Margrete af Anjou et ægteskab mellem Somerset og hans kusinde Joan, søster til Jakob 2. af Skotland, men forslaget blev ikke til noget. Den 14. oktober samme år blev Somerset udnævnt til løjtnant på Isle of Wight og vogter over Carisbrooke Castle. Tidligt i 1458 deltog han i rådsmødet i London, der igen forsøgte at gennemføre en politisk forsoning, og det blev aftalt, at Richard, hertugen af York skulle betale enkehertuginden af Somerset og hendes børn en årlig pension på fem tusind mark som kompensation for den 2. hertugs død. Derefter deltog han i "Kærlighedsdagen" ("The Love Day") med kongen, dronningen og andre førende adelige.
Våbenstilstanden varede imidlertid ikke ved. Margrete fortsatte med at lave intriger mod York, og i oktober 1458 foreslog hun, at Somerset skulle udnævnes til kaptajn i Calais i stedet for Warwick. Krigen brød ud i 1459, og Somerset stødte næsten sammen med Warwick i Coleshill lige inden Slaget på Blore Heath. Efter Lancaster-nederlaget på Blore Heath og inden Lancaster-sejren ved Ludford Bridge blev han den 9. oktober nomineret til kaptajn i Calais. Han krydsede kanalen og blev nægtet adgang til Calais af Warwicks støtter, men gjorde sig herre over den fæstningen Guisnes, der ligger 10 km inde i landet (og udnævnte Andrew Trollope til foged). Somerset kæmpede i flere træfninger med York-styrkerne mellem Calais og Guisnes, indtil han den 23. april 1460 led et afgørende nederlaget i Slaget ved Newnham Bridge (kaldet Pont de Neullay af franskmændene).
Under hans fravær havde yorkisterne vundet Slaget ved Northampton, men Somerset sluttede sig til Lancaster-hæren ved Pontefract i december 1460, erobrede en del af de York-hærens styrker ved Worksop den 21. december og deltog i Lancaster-sejren i Slaget ved Wakefield den 30. december. Han marcherede sydpå med Margrete og kæmpede i Det 2. slag ved St Albans (17. februar 1461). Denne anden sejr blev ikke fulgt op. Lancaster-styrkerne trak sig tilbage nordpå, og den 29. marts vandt Edvard 4. Slaget ved Towton (29. marts 1461). Somerset flygtede fra slagmarken og blev i juli samme år blev han sendt af Margrete til frankrig for at søge hjælp fra kon Karl 7. Karl døde inden deres ankomst, men Ludvig 11. hidkaldte Somerset til Tours og sendte ham tilbage i marts 1462 fuld af løfter om støtte, men med meget lidt andet.
Somerset begyndte nu at overveje at indgå fred med Edvard 4. Han havde fået frataget sin ære, liv og gods af parlamentet den 4. november 1461, og de fleste af hans landbesiddelser var blevet tildelt Edvards bror Richard, hertug af Gloucester og andre York-støtter. Da han kom tilbage fra Frankrig, overtog han ledelsen over Lancaster-styrkerne i Skotland, mens Margrete drog til Frankrig, og i efteråret 1462 havde han indtaget Bamburgh Castle for Lancaster-fraktionen. Den 24. december overgav han imidlertid sammen med Sir Ralph Percy, guvernøren for Bamburgh Castle, slottet, og de overgav sig begge til kong Edvard. Kongen førte ham til London og behandlede ham med rette gunst. Han modtog en fuld benådning den 10. marts 1462/1463 og blev genoprettet til sin værdighed ved en parlamentslov, da det mødtes den 29. april pågældende år.
Somerset vendte dog snart tilbage til sin gamle troskab. Tidligt i 1464 flygtede han fra Holt Castle i det nordlige Wales, hvor han ser ud til at være blevet holdt i en eller anden form for indespærring, og efter næsten at være blevet taget til fange, vendte han tilbage til Margrete ved grænsen. Lancaster-styrkerne gjorde nu endnu et forsøg på at genvinde tronen, men i Slaget ved Hexham den 15. maj 1464 led de et totalt nederlag til John Neville, 1. markis af Montagu. Somerset blev taget til fange i en lade på det sted, der nu er kendt som Dukes House, og halshugget kort derefter samme dag. Han blev begravet i Hexham Abbey. Parlamentet annullerede den lov, der havde genoprettet ham til hans værdighed, som igen blev tabt og aldrig genoprettet. Somerset var ugift, og hans yngre bror, Edmund Beaufort, blev titulereret som 4. hertug af Somerset af Lancaster-fraktionen.
I 1485, omkring enogtyve år efter hans død, fik Somerset sammen med Jasper Tudor alle love om fratagelse af ære, liv og gods mod dem annulleret i det første parlament under Henrik 7., "for deres sande og trofaste tro og tjeneste til den nævnte velsignede kong Henrik [6.]."

## Karakter
Somerset blev beskrevet af Chastellain som "un très grand seigneur et un des plus beaulx josnes chevaliers qui fust au royaume anglais " ("En meget stor herre og en af de smukkeste riddere i det engelske kongerige"). Han var sandsynligvis lige så kompetent som andre Lancaster-ledere, men deres militærevner var ikke store.

## Illegitimt afkom
Med sin elskerinde Joan Hill havde han en uægte søn:
- Charles Somerset, 1. jarl af Worcester, 1. baron Herbert (ca. 1460 - 1526), KG, der fik efternavnet "Somerset" og blev ophøjet til baron Herbert i 1506 og jarl af Worcester i 1513. Fra ham nedstammer jarlerne and markiserne af Worcester og hertugerne af Beaufort,[12] der er de sidste kendte overlevende mandlige efterkommere af kong Henrik 2. (1154-1189) af England, greve af Anjou, grundlægger af Plantagenet-dynastiet, hvor kong Richard 3. (1483-1485) var det sidste herskende medlem af den mandlige linje.

## Fodnoter
1. ↑  Somerset var dermed nevø til Lady Anne Beauchamp, grevinde af Warwick. He var grandfætter til Margaret Beaufort og Richard Neville, 16. jarl af Warwick ("Kongemageren"). Somerset var også morbror til Henry Stafford, 2. hertug af Buckingham.
2. ↑  Traditionen fortæller, at hans hjelm blev fra slaget blev opbevaret i Hexham Abbey, hvorfra det blev taget af oberst John Fenwick for at bliver brugt i Den engelske borgerkrig. Efter Fenwicks død i slaget ved Marston Moor blev hjelmen fundet sammen med hans kranie, og begge blev leveret tilbage til Hexham Abbey. Hjelmen udstilles pt. i Hexham Old Gaol museum.